# Неда (митологија)
Неда (грч. Νέδα) је у грчкој митологији била нимфа.

## Митологија
Била је Океанида Најада реке Неде крај планине Ликеј у Аркадији, али такође и истоименог града. Са својим сестрама, Тисојом и Хагно, неговала је Зевса након његовог рођења. Помињао ју је Калимах у својој химни Зевсу, али и Паусанија, који је забележио да су по традицији Месењана, она и Итома биле Зевсове дадиље. Такође је писао да је она представљена у Атенином храму у Атини. Сматрана је најстаријом од свих нимфи.

## Биологија
Латинско име ове личности је назив за род бубамара.